# خفر السواحل الصوماليلاندية
خفر السواحل الصوماليلاندية رسميا القوات البحرية الصوماليلاندية (بالصومالية: Ciidanka ilaalada Xeebaha Somaliland)‏ هو فرع إنفاذ القانون البحري والبحث والإنقاذ والدفاع الساحلي التابع للقوات المسلحة لأرض الصومال، والذي تأسس في 2 أكتوبر 1995.

## مهمة
خفر سواحل أرض الصومال كبحرية جزء من القوات المسلحة لأرض الصومال تشمل مهمتها حماية أراضي أرض الصومال وسيادتها.

## معدات

### السفن
- مدافع من الطراز المركب: 3 قوارب
- قوارب خفر السواحل: 8 قوارب

### الأسلحة
- رشاشات

## صالة عرض

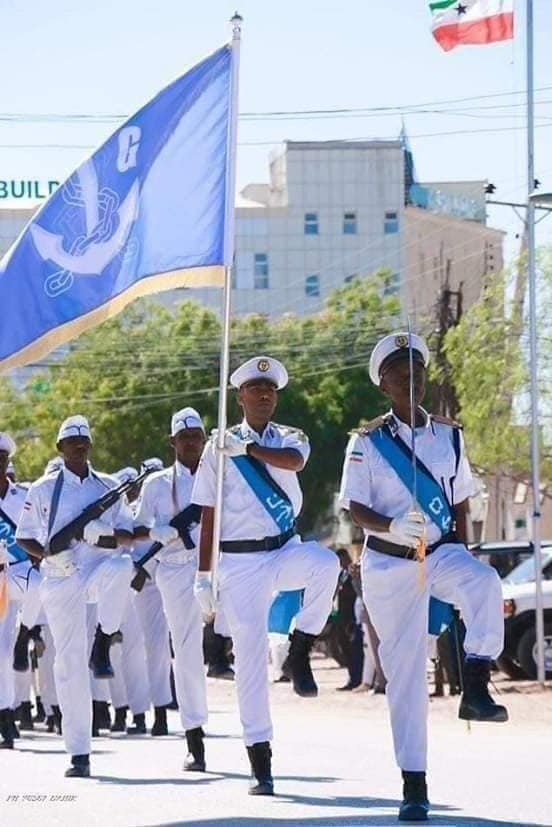
بحرية أرض الصومال.
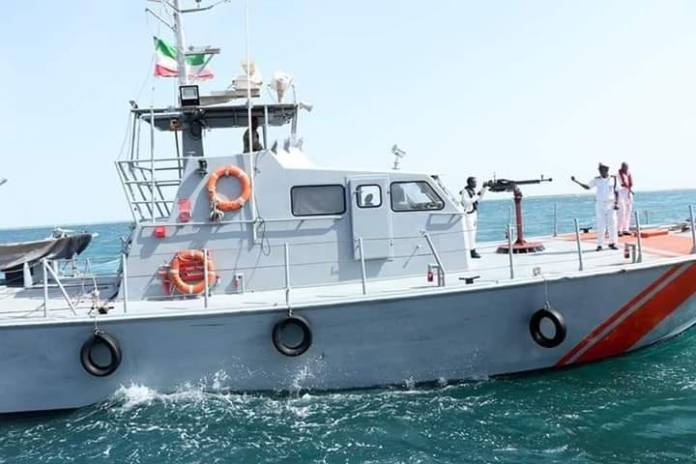
زورق دورية في أرض الصومال.
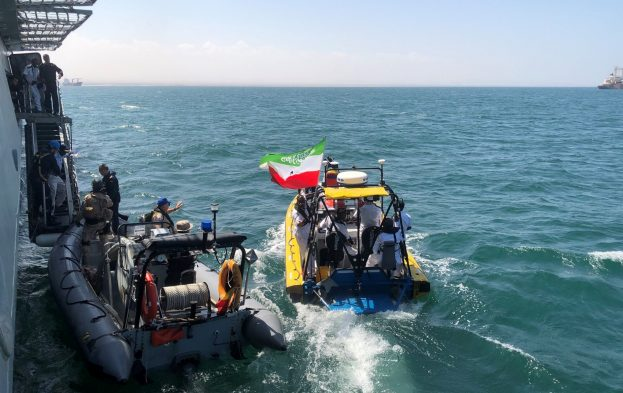
قارب صوماليلاند من فئة المدافع .
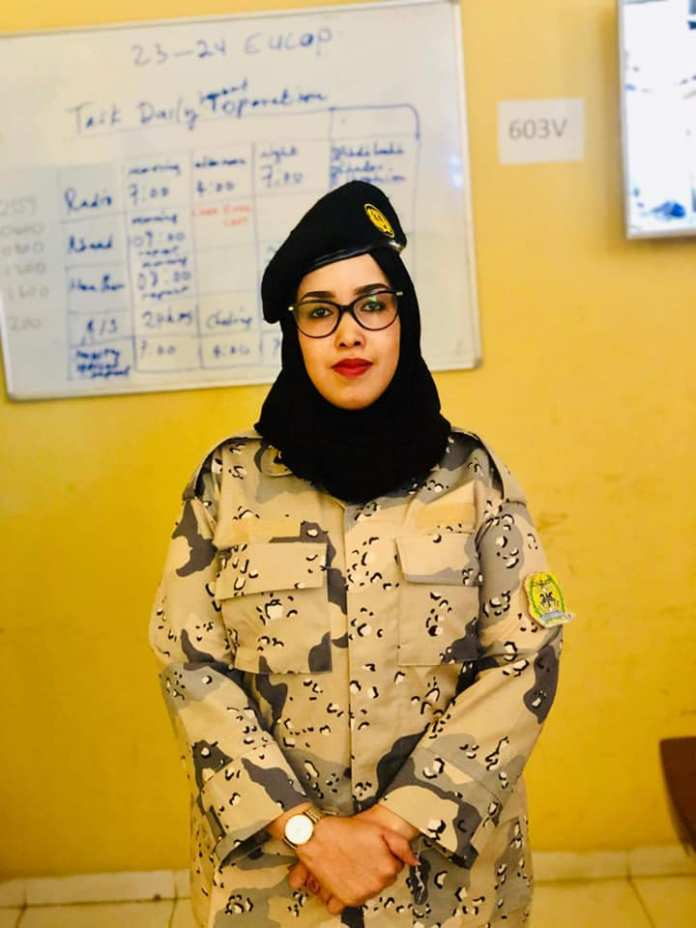
الكابتن زهور فادي مختار هي أولى النساء في خفر سواحل أرض الصومال.
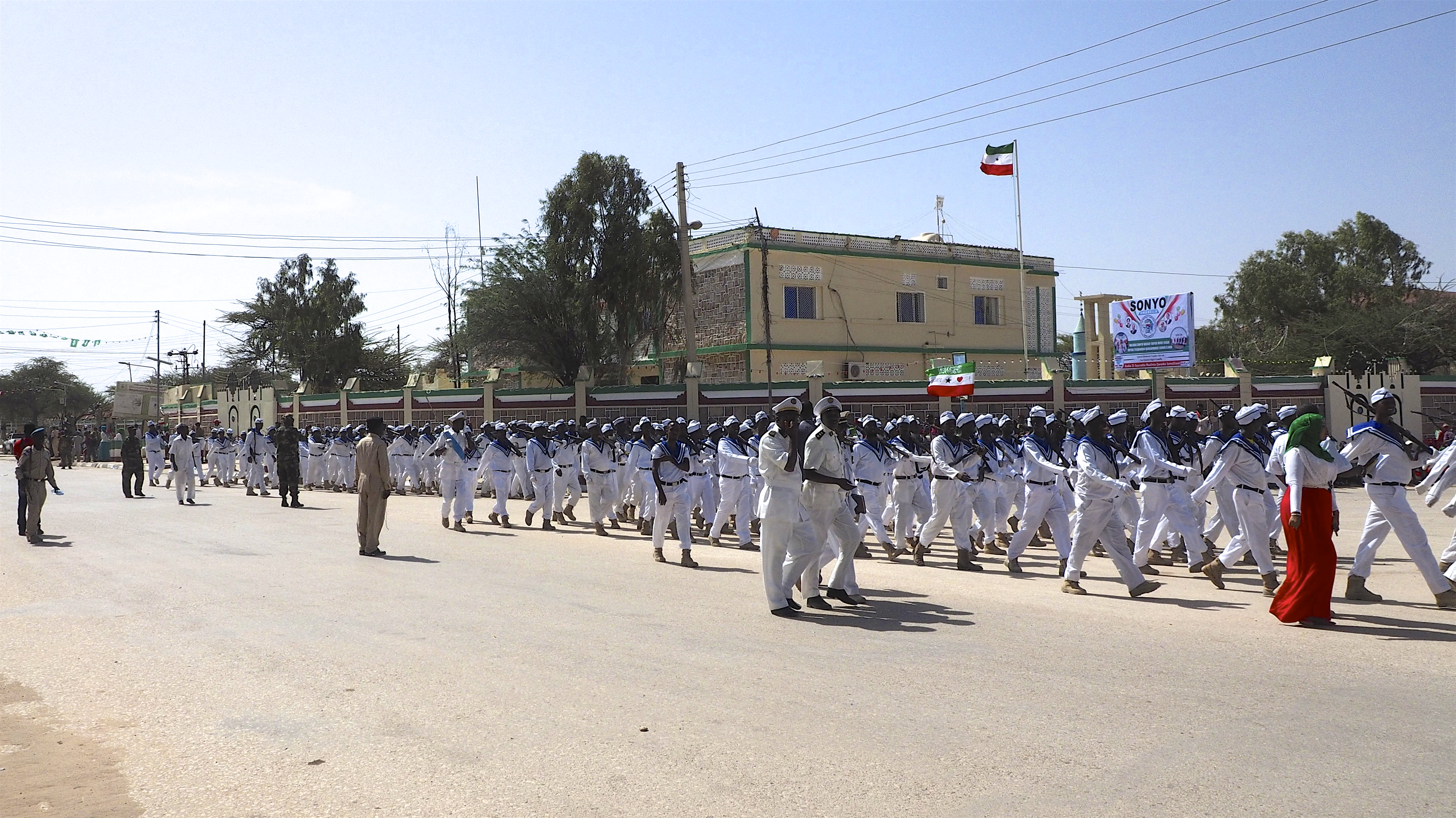
خفر سواحل أرض الصومال في موكب يوم الاستقلال.

## وصلات خارجية
- الموقع الرسمي